# Sanctuaire Petite-Fleur de San Antonio
Pour les articles homonymes, voir sanctuaire Petite-Fleur.
Le sanctuaire Petite-Fleur de San Antonio, ou officiellement basilique du sanctuaire national Petite-Fleur (en anglais : Basilica of the National Shrine of the Little Flower), est une église située à San Antonio au Texas, aux États-Unis, à laquelle l’Église catholique donne les statuts de basilique mineure depuis le 27 août 1998, ainsi que, par le choix de la Conférence des évêques catholiques des États-Unis, de sanctuaire national. Il est consacré à Thérèse de Lisieux, dont « Petite Fleur » était le surnom.
Depuis 1998, elle est inscrite au Registre national des lieux historiques.
En dépit de son importance religieuse, elle n'est pas la cathédrale de l'archidiocèse de San Antonio. Cette distinction appartient à la cathédrale Notre-Dame-de-Candelaria-et-Guadalupe (dite Saint-Ferdinand, San Fernando), située aussi à San Antonio.

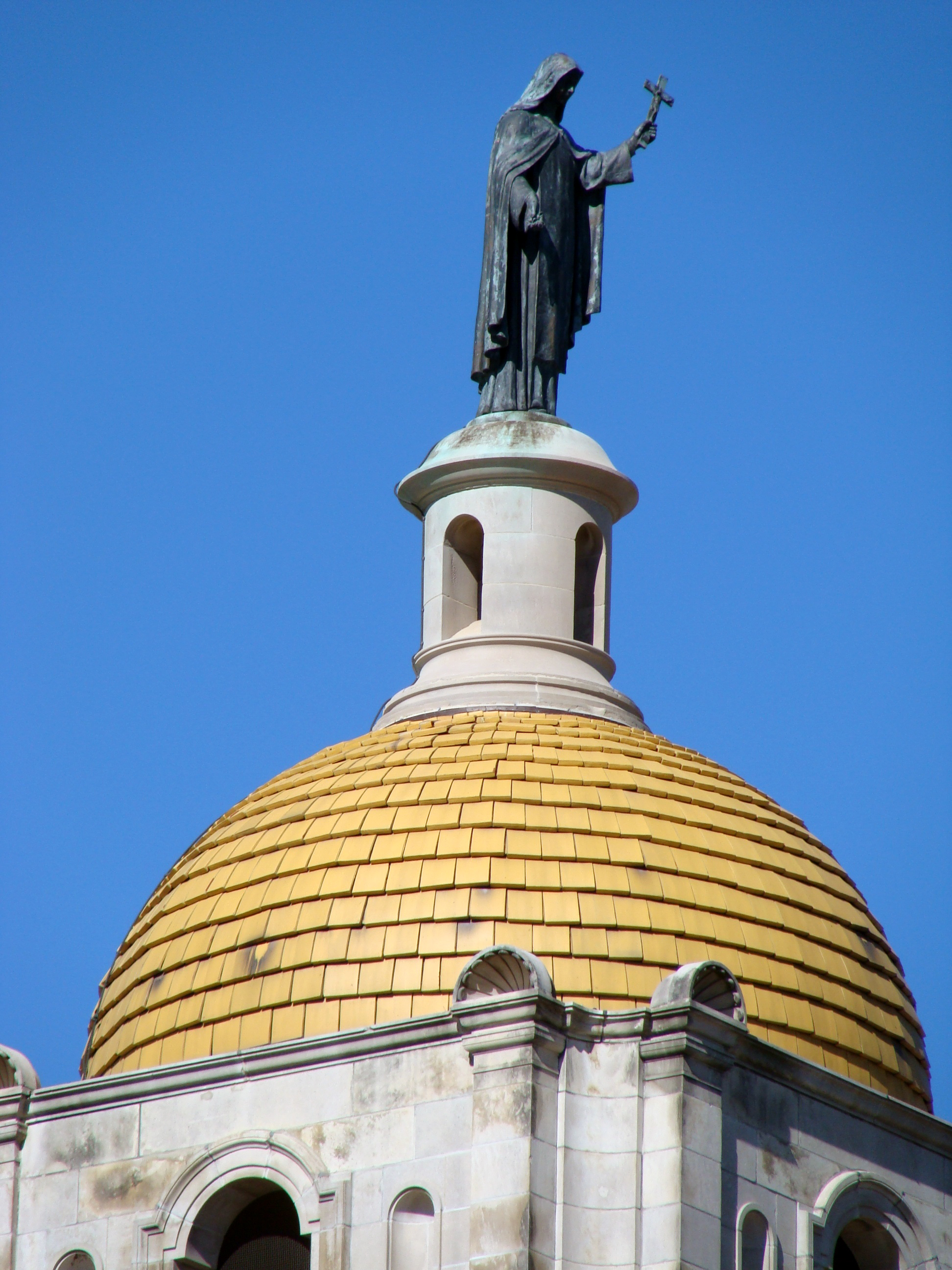
Dôme de la tour droite de la façade, surmonté d’une statue de sainte Thérèse.